# Egernia montana
Egernia montana är en ödleart som beskrevs av  Donnellan, Hutchinson DEMPSEY och OSBORNE 2002. Egernia montana ingår i släktet Egernia och familjen skinkar. Inga underarter finns listade i Catalogue of Life.